# Slowenische Badmintonmeisterschaft 2020
Die Slowenische Badmintonmeisterschaft 2020 fand vom 1. bis zum 2. Februar 2020 im Športna dvorana Ljudski vrt Lukna in Maribor statt.

## Medaillengewinner
| Disziplin    | Gold                        | Silber                     | Bronze                       |
| ------------ | --------------------------- | -------------------------- | ---------------------------- |
| Herreneinzel | Andraž Krapež               | Miha Ivanič                | Tilen Zalar                  |
| Herreneinzel | Andraž Krapež               | Miha Ivanič                | Miha Ivančič                 |
| Dameneinzel  | Kaja Stanković              | Petra Polanc               | Urška Polc                   |
| Dameneinzel  | Kaja Stanković              | Petra Polanc               | Anja Jordan                  |
| Herrendoppel | Miha Ivanič Gašper Krivec   | Aljoša Turk Urban Turk     | Miha Ivančič Rok Jerčinovič  |
| Herrendoppel | Miha Ivanič Gašper Krivec   | Aljoša Turk Urban Turk     | Urban Herman Domen Laznik    |
| Damendoppel  | Petra Polanc Kaja Stanković | Nike Brajkovič Nina Kotar  | Tina Adler Urška Polc        |
| Damendoppel  | Petra Polanc Kaja Stanković | Nike Brajkovič Nina Kotar  | Špela Alič Maruša Vračar     |
| Mixed        | Miha Ivančič Petra Polanc   | Tilen Zalar Nike Brajkovič | Domen Lonzarič Maruša Vračar |
| Mixed        | Miha Ivančič Petra Polanc   | Tilen Zalar Nike Brajkovič | Aljoša Turk Nika Arih        |